# Coscaga obscura
Coscaga obscura är en fjärilsart som beskrevs av George Francis Hampson. Coscaga obscura ingår i släktet Coscaga och familjen nattflyn. Inga underarter finns listade i Catalogue of Life.